# جلال طالباني
جلال حسام الدين نور الله نوري الطالباني (12 نوفمبر/تشرين الثاني 1933 - 3 أكتوبر/تشرين الأول 2017) (بالكردية: جەلال تاڵەبانی) هو سياسي عراقي، كُردي ورئيس جمهورية العراق السابع في الفترة من 2005 إلى 2014، كما شغل منصب رئيس مجلس الحكم العراقي، ويعد أول رئيس غير عربي لجمهورية العراق، يعرف بين الشعب الكردي باسم «مام جلال» أي «العم جلال».
جلال طالباني كان الأمين العام لحزب الاتحاد الوطني الكردستاني وهو أحد الأحزاب الكردية الرئيسية، وكان عضوًا بارزًا في مجلس الحكم الانتقالي العراقي الذي تأسس بعد الإطاحة بنظام حزب البعث بغزو العراق في عام 2003، وكان طالباني مناصرًا لحقوق الكرد والديموقراطية في العراق منذ أكثر من 50 عامًا، وعلى الرغم من أنه كردي، إلا أنه يجيد اللغة العربية واللغة الفارسية واللغة الإنجليزية.
بعد عام 2017 كان يعاني الرئيس جلال طالباني من وعكه صحية إثر أزمة قلبية، ذهب إلى ألمانيا لكي يحصل على العلاج، توفي هناك عن عمر يناهز الرابعة والثمانين عن مرض العضال.

## الولادة والنشأة
ولد جلال الطالباني يوم 12 نوفمبر/تشرين الثاني 1933 في قرية كلكان على سفح جبل كوسرت المطلة على بحيرة دوكانفي محافظة السليمانية العِراقية، ويعرف عند الكرد باسم «مام جلال» أي «العم جلال» وذلك لذكائه وقدرته القيادية.

## دراسته
أكمل الدراسة الثانوية في كركوك عام 1952م وثم دخل كلية الحقوق في بغداد عام 1953، لكنه اضطر لترك الدراسة في عام 1956 هربًا من الاعتقال بسبب نشاطه في اتحاد الطلبة الكردستاني. وفي يوليو / تموز 1958، بعد الإطاحة بالملكية الهاشمية العراقية، عاد طالباني إلى كلية الحقوق وتابع عمله كصحفي ومحررًا لمجلتي خابات وكردستان، وبعد تخرجه عام 1959 اُستدعي لتأدية الخدمة العسكرية في الجيش العراقي حيث خدم في وحدتي المدفعية والمدرعات، وكان قائدًا لوحدة المدرعات.

## المسار السياسي

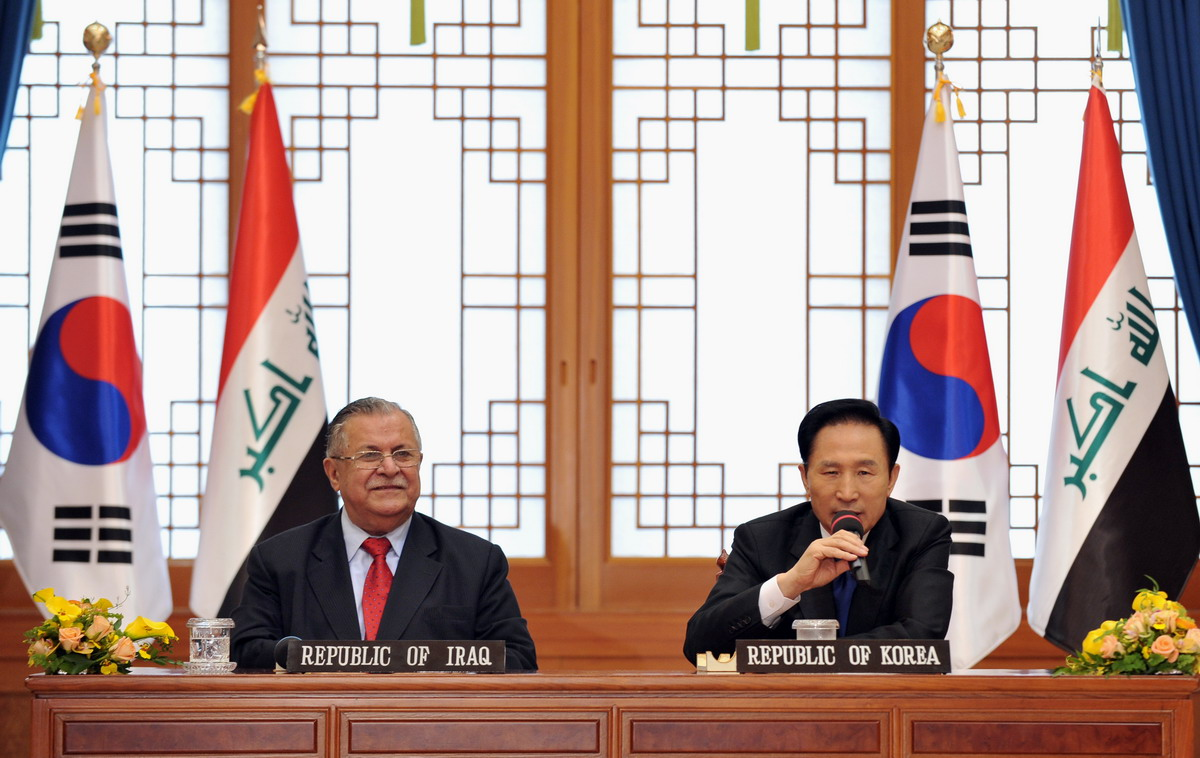
رئيس جمهورية العراق جلال طالباني مع رئيس جمهورية كوريا الجنوبية خلال زيارة له.

أصبح عضوًا في الحزب الديمقراطي الكُردي عام 1947م، وتميز بنشاطه وكفاءته في أداء الواجبات والمهمات الحزبية التي كان مكلفًا بها، وعندما اندلع التمرد الكردي ضد حكومة عبد الكريم قاسم في سبتمبر/أيلول 1961 كان الطالباني مسؤولًا عن جبهتي القتال في كركوك والسليمانية. وفي منتصف الستينيات تولى عدد من المهام الدبلوماسية التي مثّل فيها القيادة الكردية في اجتماعات أوروبا والشرق الأوسط، وعندما انشق الحزب الديمقراطي الكردستاني عام 1964 كان الطالباني عضوًا في مجموعة المكتب السياسي التي انفصلت عن مصطفى بارزاني. وفي عام 1975 عقب انهيار الثورة الكردية، أسس الطالباني مع مجموعة من المفكرين والنشطاء الأكراد الاتحاد الوطني الكردستاني. وفي عام 1976 بدأ تنظيم المعارضة المسلحة داخل العراق، وخلال الثمانينات قاد المعارضة الكردية للحكومة العراقية من قواعد داخل العراق إلى أن قام صدام حسين بحملة عسكرية المسماة بالأنفال لسحق هذه المعارضة في 1988. ومع ذلك سعى الطالباني لتسوية تفاوضية للتغلب على المشاكل التي اجتاحت الحكومة الكردية، بالإضافة إلى حقوق الأكراد، وقد استفاد هو ومسعود بارزاني من خسارة الجيش العراقي في حرب الخليج الثانية عام 1991م بإقامة إقليم كردي شبه مُستقل في شمال العراق، وبعد حرب الخليج الثانية وانتفاضة الأكراد في الشمال التي قابلتها الانتفاضة الشعبانية في الجنوب، ضد الحكومة العراقية، وإعلان التحالف الغربي مناطق حظر الطيران مما شكّل ملاذًا للأكراد، وقد بدأ التقارب بين الحزب الديمقراطي الكردستاني بزعامة مسعود بارزاني والاتحاد الوطني الكردستاني بزعامة جلال طالباني. ونظمت انتخابات في إقليم كردستان في شمال العراق، وتشكلت عام 1992 إدارة مشتركة للحزبين، غير أن التوتر بين الفصيلين أدى إلى مواجهة عسكرية بينهما عام 1996، انتهت بتوقيع البارزاني والطالباني اتفاقية سلام في واشنطن عام 1998م، بعد جهود أميركية حثيثة وتدخل بريطاني، وبعد الغزو الاميركي للعراق، دخل الطالباني والبارزاني العملية السياسية في العراق وشغلا مواقع قيادية بارزة، وشغل الطالباني منصب رئيس العراق. وانتخب البرلمان العراقي في نوفمبر / تشرين الثاني 2010م الطالباني، رئيسًا للعراق في ولاية ثانية.

## مرضه
عانى الطالباني في السنوات الأخيرة من حياته من مشاكل صحية، حيث أدخل إلى مدينة الحسين الطبية في الأردن في 25 فبراير /شباط 2007 بعد وعكة صحية أصابته، وأجريت له عملية جراحية للقلب في الولايات المتحدة في أغسطس/آب 2008، وفي نهاية عام 2012 غادر العراق للعلاج في ألمانيا من جلطة أصيب بها ودخل على إثرها في غيبوبة، وكان قبل ذلك يتلقى العلاج في مدينة الطب في بغداد على يد فريق طبي مُختص، ومكث هناك في ألمانيا نحو عام ونصف حتى عاد للعراق في يوليو/تموز 2015، وخلفه فؤاد معصوم في رئاسة الجمهورية.

## وفاته
في يوم 3 أكتوبر/تشرين الأول 2017 الموافق 13 محرم 1439 هـ أعلن التلفزيون العراقي الرسمي، خبر وفاة رئيس الجمهورية العراقي السابق جلال الطالباني، وجاء في خبر عاجل بثه التلفزيون العراقي «رحيل رئيس الجمهورية السابق جلال طالباني». وقد توفي في مستشفى بالعاصمة الألمانية برلين حيث يتلقى العلاج. وذلك عن عمر يناهز الرابعة والثمانين عن مرض العضال والذي عانى منه طوال 5 سنوات.

### ردود الأفعال
تنوعت ردود الأفعال حول وفاة طالباني ما بين دولية ومحلية، ومن أبرزها:

#### المحلية
- العراق
  - فؤاد معصوم: نعى رئيس جمهورية العراق، فؤاد معصوم، جلال طالباني، واعتبر أن «الشعب خسر برحيل مام جلال قائدا لامعا ومناضلا صلبا جمع بين الفكر القومي الإنساني والوطنية الصادقة والثقافة الرفيعة فضلًا عن الإيمان الراسخ بالفكر الديمقراطي التقدمي والإحساس العالي بالمسؤولية ومقارعة الظلم والاضطهاد، مستذكرا باعتزاز انخراطه في النضال من أجل خدمة شعبه منذ نعومة أظفاره».[17]
  - نوري المالكي: بعث رئيس الوزراء العراقي السابق، نوري المالكي، برقية تعزية بوفاة جلال طالباني، مؤكدًا أنه «سخّر حياته بخدمة الشعب العراقي».[18]
  - حيدر العبادي: قدم رئيس الوزراء، حيدر العبادي، في بداية مؤتمره الأسبوعي، الثلاثاء، تعازيهُ إلى الشعب العراقي والكرد خصوصا بوفاة الرئيس السابق، جلال طالباني، مضيفا أن «قرارات الحكومة بشأن استفتاء إقليم كردستان تبتعد عن معاقبة المواطنين الكرد»، حسب قوله.[19] وقد أعلن الحداد لمدة ثلاثة أيام في أرجاء البلاد على وفاة جلال طالباني.[20]
  - مسعود البارزاني: أعلن رئيس إقليم كردستان، حداد لمدة أسبوع على وفاة جلال طالباني.[21]
  - مسرور بارزاني: قدّم مستشار مجلس أمن إقليم كردستان مسرور بارزاني تعازيه لعائلة وذوي رئيس العراق السابق والشخصية السياسية الكردية جلال الطالباني. وجاء في البيان: «لقد كان المام جلال شخصية مؤثرة في الميدان السياسي، في كردستان والعراق و المنطقة ولا شك في أنه ترك برحيله فراغًا كبيرًا».[22]
  - مقتدى الصدر: قدّم زعيم التيار الصدري، تعازيه إلى الشعب العراقي بوفاة رئيس الجمهورية السابق، وقال أن «تلقينا بحزن كبير نبأ وفاة رئيس جمهورية العراق السابق جلال الطالباني ورحيله إلى الرفيق الاعلى».[23][24]

#### الدولية
- تركيا: قدّم الرئيس التركي، رجب طيب أردوغان تعازيه إلى عائلة جلال طالباني.[25]
- جامعة الدول العربية: نعى أحمد أبو الغيط، الأمين العام لجامعة الدول العربية، ببالغ الحزن والأسى الرئيس العراقي السابق، جلال طالباني.[26]
- إيران: عزى وزير الخارجية الإيراني محمد جواد ظريف في برقية مواساة برحيل الرئيس العراقي السابق جلال طالباني، الذي وافته المنية اليوم الثلاثاء. وقال ظريف في برقية المواساة «تلقينا بأسف بالغ نبأ رحيل الرئيس السابق للبلد الصديق والشقيق العراق الفقيد جلال الطالباني».[27]
- اتحاد الصحفيين العرب: قدم رئيس اتحاد الصحفيين العرب نقيب الصحفيين العراقيين مؤيد اللامي، الثلاثاء، تعازيه للعراقيين بوفاة رئيس الجمهورية السابق جلال الطالباني. حيث قال: «نعزي الشعب العراقي وعائلة الرئيس السابق جلال الطالباني بهذا المصاب الجلل».[28][29]
- الكويت: بعث أمير الكويت الشيخ صباح الأحمد، ببرقيتي تعزية إلى رئيس جمهورية العراق الدكتور فؤاد معصوم، ورئيس مجلس الوزراء العراقي الدكتور حيدر العبادي، عبّر فيهما عن خالص تعازيه وصادق مواساته بوفاة رئيس جمهورية العراق السابق جلال طالباني.[30]
- الأردن: أرسل الملك عبد الله الثاني، برقية تعزية إلى رئيس جمهورية الـعـراق فؤاد معصوم، بوفاة الرئيس العراقي السابق جلال طالباني.[31]
- الولايات المتحدة: أعلن البيت الأبيض تقديم الولايات المتحدة تعازيها بوفاة جلال طالباني، وعبرت وزارة الخارجية الأميركية عن حزنها العميق حيال رحيل طالباني.[32]
- السعودية: بعث الملك سلمان بن عبد العزيز، برقية عزاء للرئيس العراقي، فؤاد معصوم، ففي وفاة جلال طالباني.[33]
- روسيا: أعربت وزارة الخارجية الروسية عن تعازيها للشعب العراقي في وفاة جلال طالباني.[34]
- سوريا: أرسل الرئيس السوري، بشار الأسد، برقية تعزية بوفاة جلال طالباني، تسلمها فؤاد معصوم.[35]
- مصر: وبعث الرئيس المصري، عبد الفتاح السيسي، رسالة إلى الرئيس العراقي فؤاد معصوم للعزاء في وفاة جلال طالباني.[36]
- المغرب: بعث الملك المغربي محمد السادس برقية تعزية إلى الرئيس العراقي فؤاد معصوم بوفاة جلال طالباني.[37]
- البرلمان العربي: تقدم رئيس البرلمان العربي مشعل بن فهم السلمي، بالتعزية لجلال طالباني.[38]

### جثمانه

قبر جلال الطالباني

أعلن الاتحاد الوطني الكردستاني، أن جثمان جلال طالباني سيصل مطار السليمانية الدولي قبل ظهر الجمعة، وسيدفن في منطقة دباشان وسينقل جثمانه من الجامع الكبير إلى المنطقة. وصل جثمان جلال طالباني في 6 تشرين الأول/ أكتوبر، 2017، إلى مطار السليمانية الدولي على متن طائرة تابعة إلى الخطوط الجوية العراقية قادمة من ألمانيا، وسط استقبال عراقي وإقليمي ودولي، وتجمع العديد من العراقيين قرب جامع السليمانية الكبير حيث أقيمت صلاة الجنازة على جلال طالباني.
وقد لُفّ جثمان جلال طالباني بالعلم الكردستاني، مما أثار جدلًا كبيرًا في مواقع التواصل الاجتماعي، وعزفت موسيقى السلام الوطني للعراق ولإقليم كردستان العراق، وكان من المفترض أن يتم لفّه بالعلم العراقي وأن تَصل جنازته إلى بغداد إلا أن أهله لم يريدوا ذلك، مما يعتبر خرقًا للبروتوكولات الدولية، ولقد مثل الحكومة العراقية الرئيس العراقي فؤاد معصوم، ووزير الداخلية قاسم الأعرجي، ورئيس البرلمان سليم الجبوري. وقد كان بالحضور وزير الخارجية الإيراني محمد جواد ظريف وممثل عن أكراد إيران وسوريا وتركيا، وقد أوقفت قناة تلفزيونية بث التشييع وذلك لعدم لف جثمانه بالعلم العراقي. وقد انسحب العديد من نواب البرلمان العراقي خلال مراسيم التشييع، احتجاجًا على لف الجثمان بالعلم الكردي، وكذلك انسحب عدد من ممثلي المحطات الفضائية العراقية المحلية، ورافق ذلك استياء شعبي كبير داخل العراق. وعلى إثر ذلك، طالبت كتلة الاتحاد الوطني الكردستاني بفتح تحقيق حول ملابسات ما حصل خلال مراسيم تشييع جلال طالباني.
وقد زار قاسم سليماني ضريح جلال طالباني.

## حياته الشخصية
طالباني متزوج من هيرو إبراهيم أحمد، ابنة إبراهيم أحمد، ولديه ولدان، قباد طالباني، وبافيل طالباني، الأول يشغل منصب نائب رئيس وزراء حكومة إقليم كردستان في أربيل.

## مؤلفاته
- كردستان والحركة القومية الكردية.
- جلال طالباني: مواقف وآراء.
- الطريق إلى الأمام.
- حول القضية الكردية في العراق.[47]

## روابط خارجية
- جلال طالباني على موقع IMDb (الإنجليزية)
- جلال طالباني على موقع الموسوعة البريطانية (الإنجليزية)
- جلال طالباني على موقع مونزينجر (الألمانية)
- جلال طالباني على موقع إن إن دي بي (الإنجليزية)
- جلال طالباني على موقع كينوبويسك (الروسية)

| سبقه غازي الياور | رئيس جمهورية العراق 2005 - 2014 | تبعه فؤاد معصوم |